# Encefalopatía espongiforme familiar asociada a una nueva mutación en el gen PrP

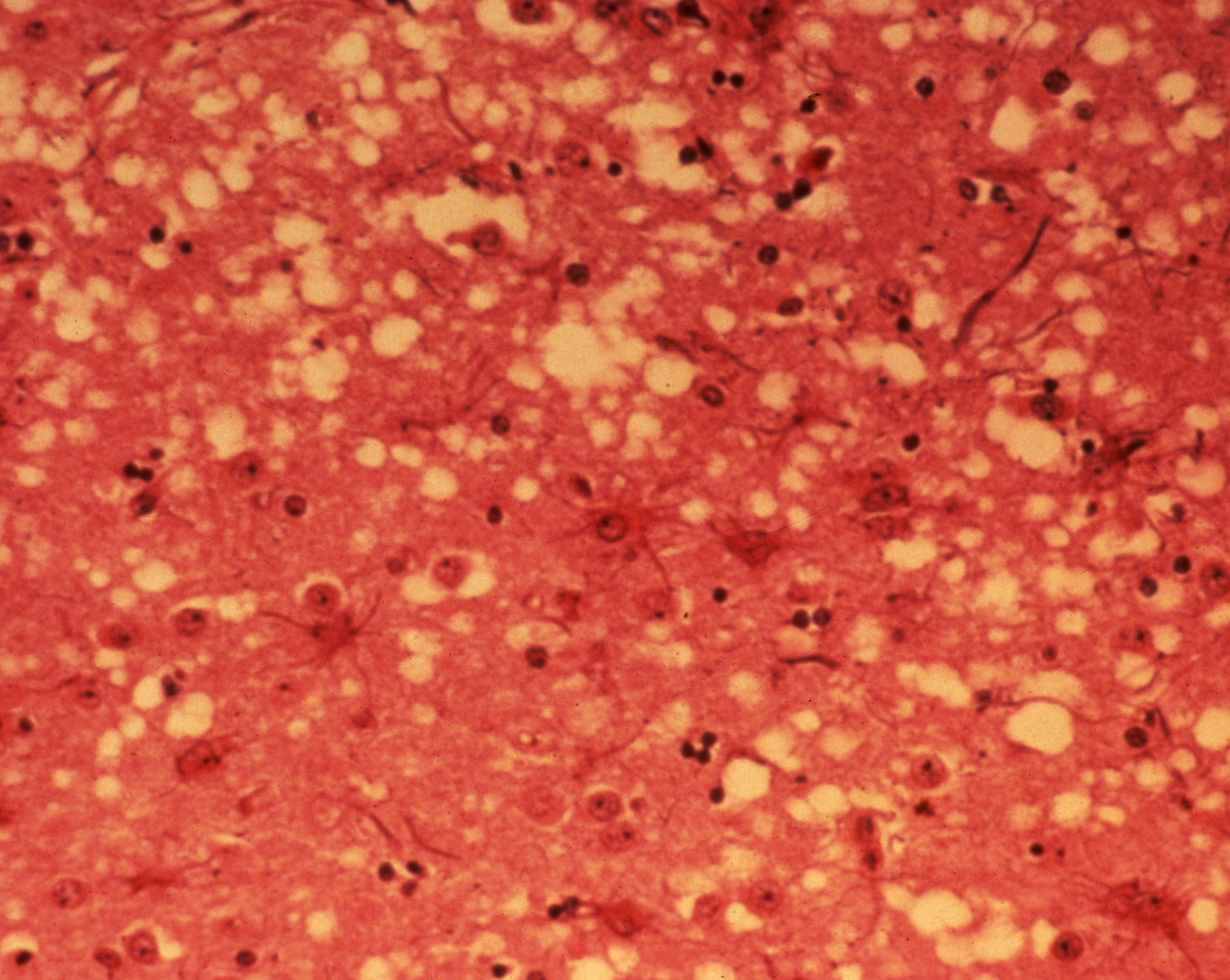
Microfotografía de un cerebro afectado por encefalopatía espongiforme. Los canales y vacuolas producidos por la muerte celular le dan su característico aspecto de "esponja".

La encefalopatía espongiforme familiar asociada a nueva mutación en el gen de la proteína priónica (PrP) es una rarísima enfermedad neurológica priónica hereditaria asociada, como su nombre lo indica, a una nueva mutación en el gen PrP. Fue descubierta en 1996 en una única familia brasileña.
Esta encefalopatía se diferencia de otras enfermedades priónicas por la velocidad con que progresa la sintomatología, que, como en aquellas, inevitablemente es de pronóstico fatal.

## Historia
Un equipo formado por investigadores de las universidades de Londrina y San Pablo, Brasil y de la Universidad McGill de Montreal, Canadá (los doctores Ricardo Nitrini, Sergio Rosemberg, María Rita Passos-Bueno, Luís S. Teixeira da Silva, Paula Iughetti, María Papadopoulos, Paulo M. Carrilho, Paulo Caramelli, Steffen Albrecht, Mayana Zatz y Andrea LeBlanc) estudiaron en 1996 a una familia brasileña, muchos de cuyos miembros presentaban síntomas parecidos, pero no idénticos a los de otras enfermedades priónicas. Los científicos pudieron determinar que los pacientes padecían una nueva variedad desconocida hasta entonces de una encefalopatía espongiforme hereditaria, producto de una mutación nueva del gen PrP (mutación de novo).
Los resultados de los estudios del grupo fueron presentados a la revista estadounidense Annals of Neurology ("Anales de Neurología") en julio de 1996 y publicados en el número de diciembre del mismo año.

## Etiología
La encefalopatía espongiforme familiar asociada a nueva mutación en el gen de la proteína priónica es una enfermedad genética de tipo hereditario, producida por un gen autosómico y dominante, lo cual significa que es suficiente con que uno solo de los progenitores sea portador del gen mutante para que la descendencia padezca la patología.
La causa de la misma es una nueva mutación del gen productor de priones (PrP). Este gen se localiza en el brazo corto (p) del cromosoma 20, en la posición 20pter-p12 (entre la posición 20p12 y el final o término del brazo). Ocupa 15 165 pares de bases: más precisamente, desde el par 4 615 068 al 4 630 233 del cromosoma. La mutación que causa la enfermedad es una substitución no conservativa a nivel del codón 183 del gen.
Esta encefalopatía se transmite a la descendencia mediante herencia de tipo mendeliano.

## Diagnóstico
Al igual que las demás enfermedades priónicas, solo puede diagnosticarse in vivo mediante la biopsia cerebral. Dado que este procedimiento es sumamente cruento, que es muy factible que se tome muestra de una parte del encéfalo no afectada, y que el correcto diagnóstico no mejora el pronóstico ni amplía las probabilidades de supervivencia del paciente, habitualmente, como en el caso de la ECJ, se prefiere evitarlo y limitarse al diagnóstico post-mortem (autopsia).

## Prevalencia
Dado que la patología solo ha sido diagnosticada en una familia de un único país, se estima que la prevalencia es bajísima (inferior a 1:10 000 000). No se conocen nuevos casos.

## Presentación clínica
Esta encefalopatía se diferencia de otras —como la enfermedad de Creutzfeldt-Jakob— por su más temprana aparición de los síntomas y una mayor duración de los mismos antes de que sobrevenga la muerte.
El síntoma principal es la demencia, que se presenta entre la cuarta y quinta década de la vida (en promedio, a los 44,8 años de edad), con una duración entre 2 y 9 años (promedio: 4,2 ± 2,4 años).
La demencia se presenta acompañada de cambios radicales de la personalidad y defectos de la memoria, y frecuentemente de síndrome parkinsoniano.
El caso más benigno estaba totalmente inválido a los 5 años de evolución, y en la etapa terminal presentaba mioclono sin actividad electroencefalográfica periódica.
Tres de los pacientes mostraban destrucción neuronal extensa en las capas corticales profundas y en el putamen, con grandes cambios de tipo espongiforme y gliosis mínima en las áreas más afectadas.
Nueve de los enfermos presentaban claros signos de demencia frontotemporal. El análisis del putamen y el cerebelo mostró inmunorreactividad a la proteína priónica. La substitución no conservativa en el codón 183 fue confirmada en dos de los pacientes afectados —una madre y su hijo—. La enfermedad fue heredada por otros doce miembros de la misma familia.

## Pronóstico
Como en todas las enfermedades priónicas, el pronóstico es muy malo, invalidante primero y fatal después es inexorable.

## Tratamiento
No existen tratamientos terapéuticos ni paliativos para esta ni para ninguna otra enfermedad priónica. Solo se efectúa tratamiento sintomático (por ejemplo con anticonvulsivos) para intentar mejorar la calidad de vida del paciente.

## Investigaciones posteriores
La presencia de depósitos de placas amiloides de PrP en ciertos casos de gliosis subcortical progresiva ha movido a algunos científicos a sugerir que al menos algunas de las formas clínicas de esta última enfermedad sean priónicas. Sin embargo, estudios autocríticos de estas hipótesis exigen que se esperen los resultados de nuevos estudios e investigaciones.
Algunos autores han relacionado a los priones, además, con el origen de algunos casos de otros tipos de enfermedades mentales como depresión, esquizofrenia, etc.